# Scatopsciara acuta
Scatopsciara acuta là một ruồi trong họ Sciaridae, thuộc chi Scatopsciara. Loài này được Johannsen miêu tả khoa học đầu tiên năm 1912.